# Rex Gildo

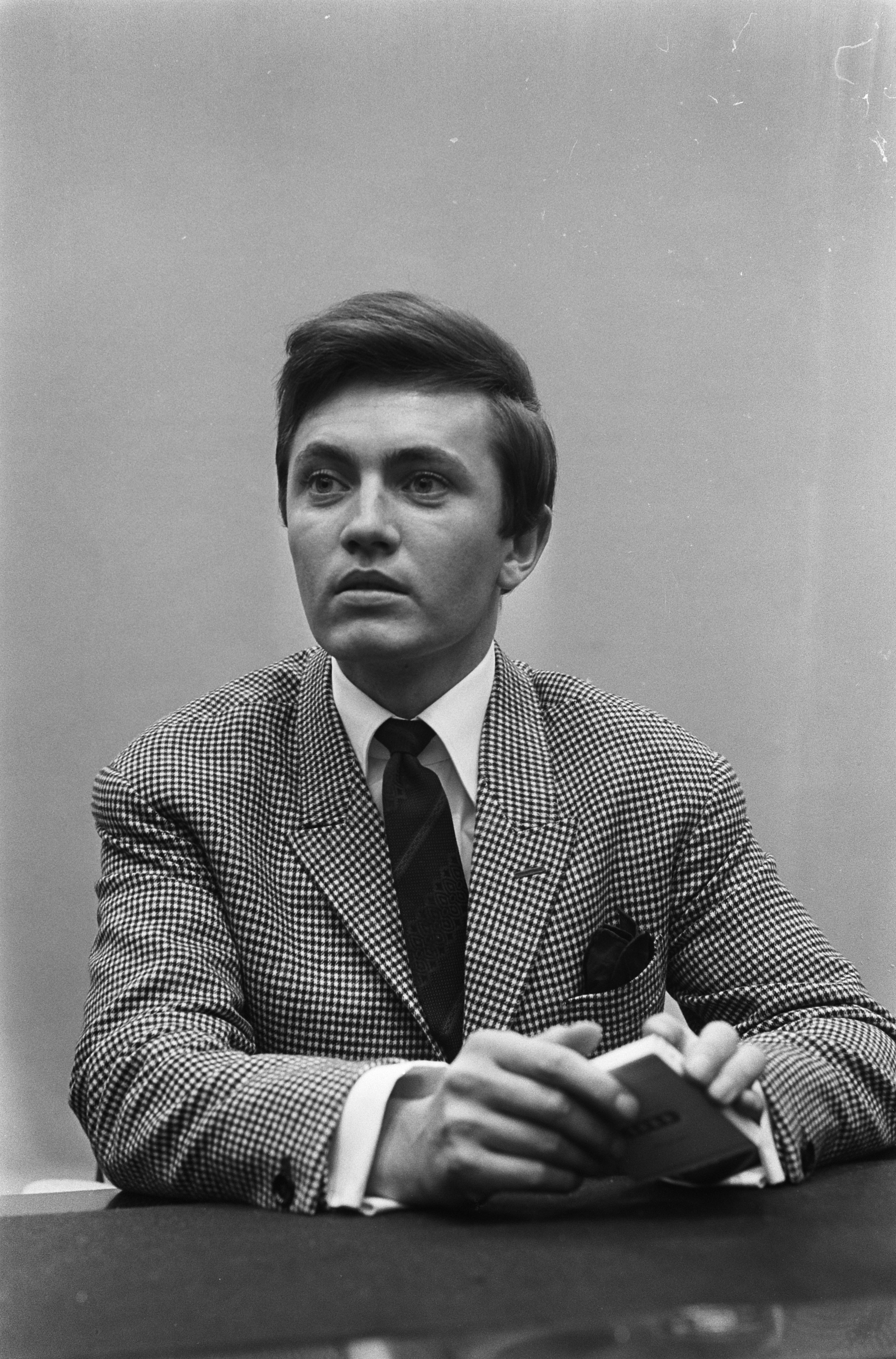
Rex Gildo, 1964

Rex Gildo (* 2. Juli 1936 als Ludwig Franz Hirtreiter in Straubing; † 26. Oktober 1999 in München) war ein deutscher Schauspieler und Schlagersänger. Durch Lieder wie Fiesta Mexicana zählte er über mehrere Jahrzehnte zu den erfolgreichsten deutschen Schlagerinterpreten.

## Frühes Leben
Rex Gildo wurde 1936 im niederbayerischen Straubing als jüngstes von fünf Kindern des Postbeamten Ludwig Hirtreiter und dessen Frau Katharina Falterer († 1949) geboren. Seine Urgroßmutter mütterlicherseits sei Italienerin gewesen, erklärte er seinen dunklen Teint. Verschiedene Angaben Gildos zu seiner Familie und Kindheit stellten sich jedoch später als unwahr heraus und sollten wohl nur dazu dienen, ihn für die Presse interessanter zu machen; so hatte er behauptet, seine Mutter sei Opernsängerin gewesen, auch für seine angebliche Mitgliedschaft bei den Regensburger Domspatzen gibt es keine Belege.

## Karriere als Schauspieler
Er arbeitete als Statist, bis er 1956 seine erste Nebenrolle an den Münchner Kammerspielen erhielt. Die Managerin Ada Tschechowa nahm ihn als Alexander Gildo unter Vertrag und verschaffte ihm seine erste Filmrolle in Immer wenn der Tag beginnt. 1958 erhielt er seine erste Hauptrolle neben dem damaligen Teenager-Idol Conny Froboess in dem Film Hula-Hopp, Conny. 1961 spielte er in der deutschen Fassung des Musicals My Fair Lady in Berlin die Rolle des Freddy. Insgesamt wirkte er in über dreißig Kino- und Fernsehfilmen mit.

## Karriere als Sänger

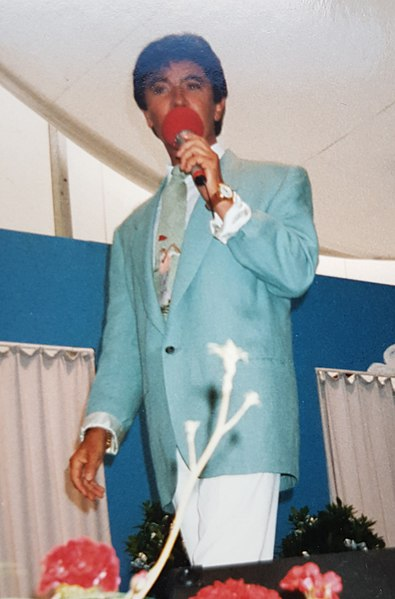
Rex Gildo, 1993

Fred Miekley war in den 1950er Jahren maßgeblich an der Entdeckung Gildos beteiligt und betreute ihn bis zu seinem Tod im Jahre 1988 als Manager.
1959 erhielt er durch seinen späteren Produzenten Nils Nobach einen Vertrag bei der Plattenfirma Electrola und nahm den Künstlernamen Rex Gildo an. Seinen ersten musikalischen Erfolg unter dem neuen Namen hatte er Anfang 1960 mit dem Titel Sieben Wochen nach Bombay, der Platz 13 in den deutschen Charts erreichte. 1961, 1963, 1964 und 1966 erhielt er den Bronzenen Bravo Otto.
In den 1960er Jahren sang er Duette mit Conny Froboess, Vivi Bach oder Angèle Durand, der Ehefrau seines Produzenten. 1960 nahm er im Duett mit Durand und dem Lied Abitur der Liebe an der deutschen Vorentscheidung zum Grand Prix Eurovision de la Chanson teil. Besonders erfolgreich war er mit Gitte Hænning im Duo Gitte und Rex Gildo.
1969 nahm er erneut an der deutschen Vorentscheidung zum Grand Prix Eurovision de la Chanson teil, diesmal mit drei Titeln – wie seine beiden Mitstreiterinnen Siw Malmkvist und Peggy March: Die Juroren wählten aus Lady Julia, Festival der jungen Liebe und Die beste Idee meines Lebens letzteren Titel als Favoriten aus, der sich damit für die Finalrunde qualifizierte, dort aber keine Stimme erhielt. 1972 hatte er mit dem Lied Fiesta Mexicana seinen größten kommerziellen Erfolg. Weitere Top-10-Erfolge in den 70ern waren Marie, der letzte Tanz ist nur für dich und Der letzte Sirtaki.
1981 bekam er im ZDF eine Fernsehshow unter dem Titel Gestatten: Rex Gildo. Anfang der 1980er Jahre gelangen ihm erneute Chart-Erfolge mit Liedern, die von Hanne Haller, Rex Gildos ehemaliger Produzentin, geschrieben wurden. 1985 produzierte Dieter Bohlen, auf Bitten von Egmont Lüftner von BMG-Ariola, mit Rex Gildo die Modern-Talking-Coverversion Du ich lieb’ dich (Original: Do You Wanna), die mit 5000 verkauften Singles kommerziell nicht erfolgreich war. Danach wechselte Gildo mehrfach die Plattenfirmen und hatte in Zusammenarbeit mit den Flippers-Produzenten Uwe Busse und Karlheinz Rupprich kleinere Erfolge wie Mexikanische Nacht oder Was ist schon eine Nacht.

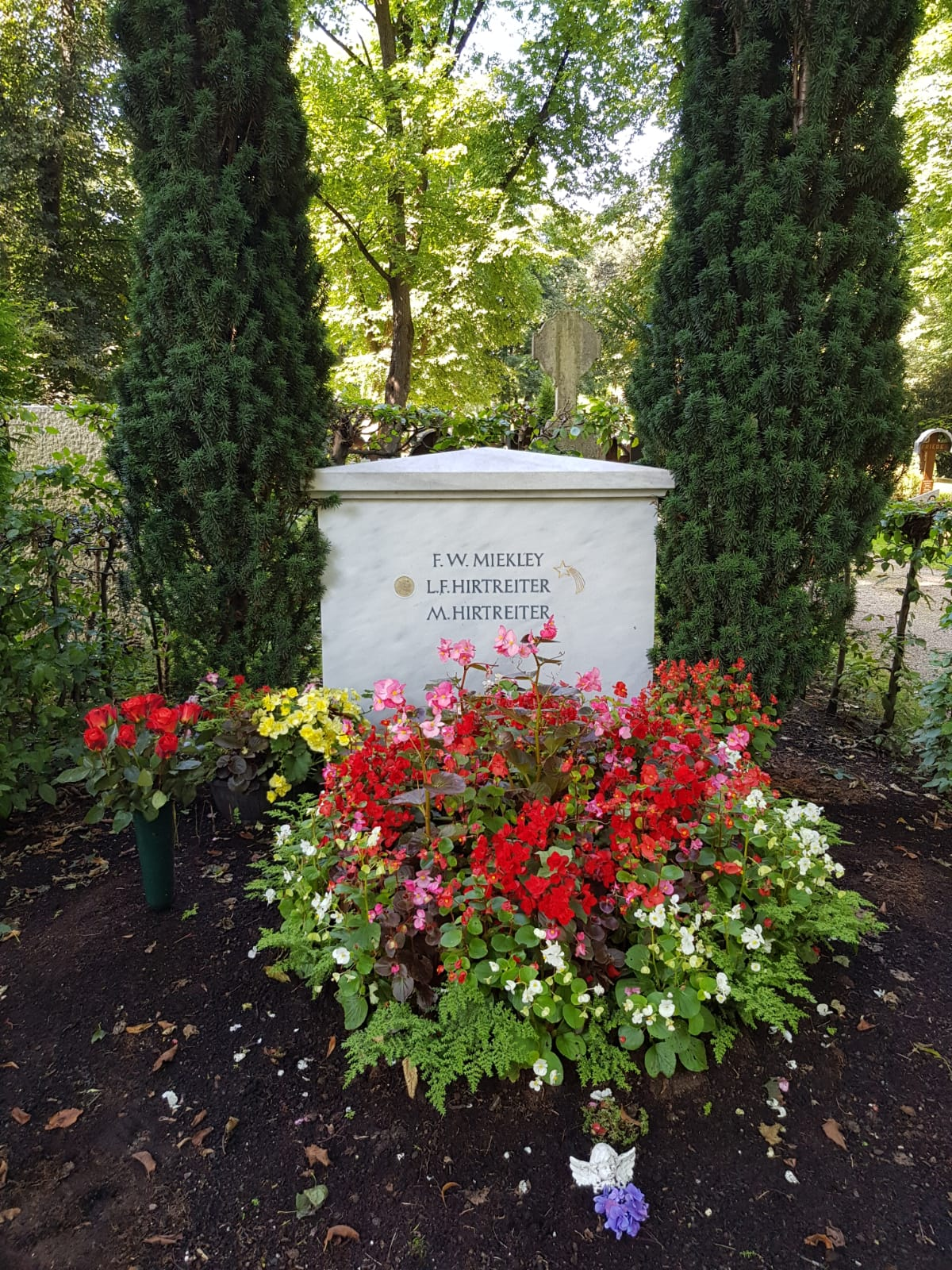
Grab von Rex Gildo, September 2021

In den 1990er Jahren hatte er mit Stücken wie Verrückt, verliebt und atemlos, Toujours Amour oder Bella Madalena mehrere kleinere Erfolge bei den Plattenfirmen Dino Music, Bellaphon, Koch Music und Ariola, die jedoch nicht an seine großen Hits aus den 1970er Jahren heranreichten. 1993 zeichnete der MDR die Show Fiesta Rexicana auf; es folgten Gastauftritte in Musiksendungen und Serien. Insgesamt hatte seine Popularität jedoch nachgelassen, und er trat nun vor allem auf Volksfesten und in Einkaufszentren auf; es wurde über Alkohol- und Medikamentenprobleme berichtet.

## Privates und Tod
Rex Gildo war ab 1974 mit seiner Cousine Marion Hirtreiter (1938–2019) verheiratet. Der Presse gegenüber hatte er behauptet, dass es sich bei der Braut um eine Zufallsbegegnung mit einer Frau namens Marion Ohlsen handele, was erst später durch Presseberichte widerlegt wurde. Das Paar hatte keine Kinder, trennte sich, blieb aber verheiratet. Angeblich handelte es sich um eine Scheinehe. Vorausgegangene Liebschaften Gildos mit Bühnenpartnerinnen wie Gitte Hænning stellten sich als rein medial inszeniert heraus. Gildos sexuelle Orientierung ist bis heute Gegenstand zahlreicher Spekulationen. Bereits 1989 wurde er in der Publikation Leben, Lieben, Legenden von Hermann J. Huber als mutmaßlich homosexuell geoutet. In einem filmischen Porträt von 2022 folgt der Regisseur Rosa von Praunheim dieser These, die in Interviews mit Kollegen und Weggefährten Gildos wie Gitte Hænning untermauert wird. Archivmaterial zeigt, dass schon der Schlagersänger Costa Cordalis zu Lebzeiten öffentlich über Gildos sexuelle Veranlagung sprach.
Seinen letzten öffentlichen Auftritt hatte Gildo am 23. Oktober 1999 in Bad Vilbel in einem Möbelhaus vor 3000 Besuchern. Am Abend desselben Tages stürzte er aus einem Fenster im zweiten Stock seiner Münchner Wohnung. Drei Tage später starb er im Alter von 63 Jahren an den dabei erlittenen inneren Verletzungen. Aufgrund der Umstände und Zeugenaussagen wird von Suizid ausgegangen, aber ein tragischer Unfall konnte als Todesursache nie ausgeschlossen werden. Er wurde auf dem Münchner Ostfriedhof an der Seite seines Managers Fred Miekley bestattet. Aus dem Umfeld Gildos wurde bekannt, dass Miekley vermutlich auch sein langjähriger Lebensgefährte war. Laut diverser Presseberichte hatte Gildo zum Zeitpunkt seines Todes eine Liebesbeziehung zu seinem über 30 Jahre jüngeren Chauffeur und Privatsekretär. Marion Hirtreiter ließ sich dennoch nach ihrem Tod 2019 im Grab von Gildo und Miekley beisetzen.

## Auszeichnungen
- Bravo Otto

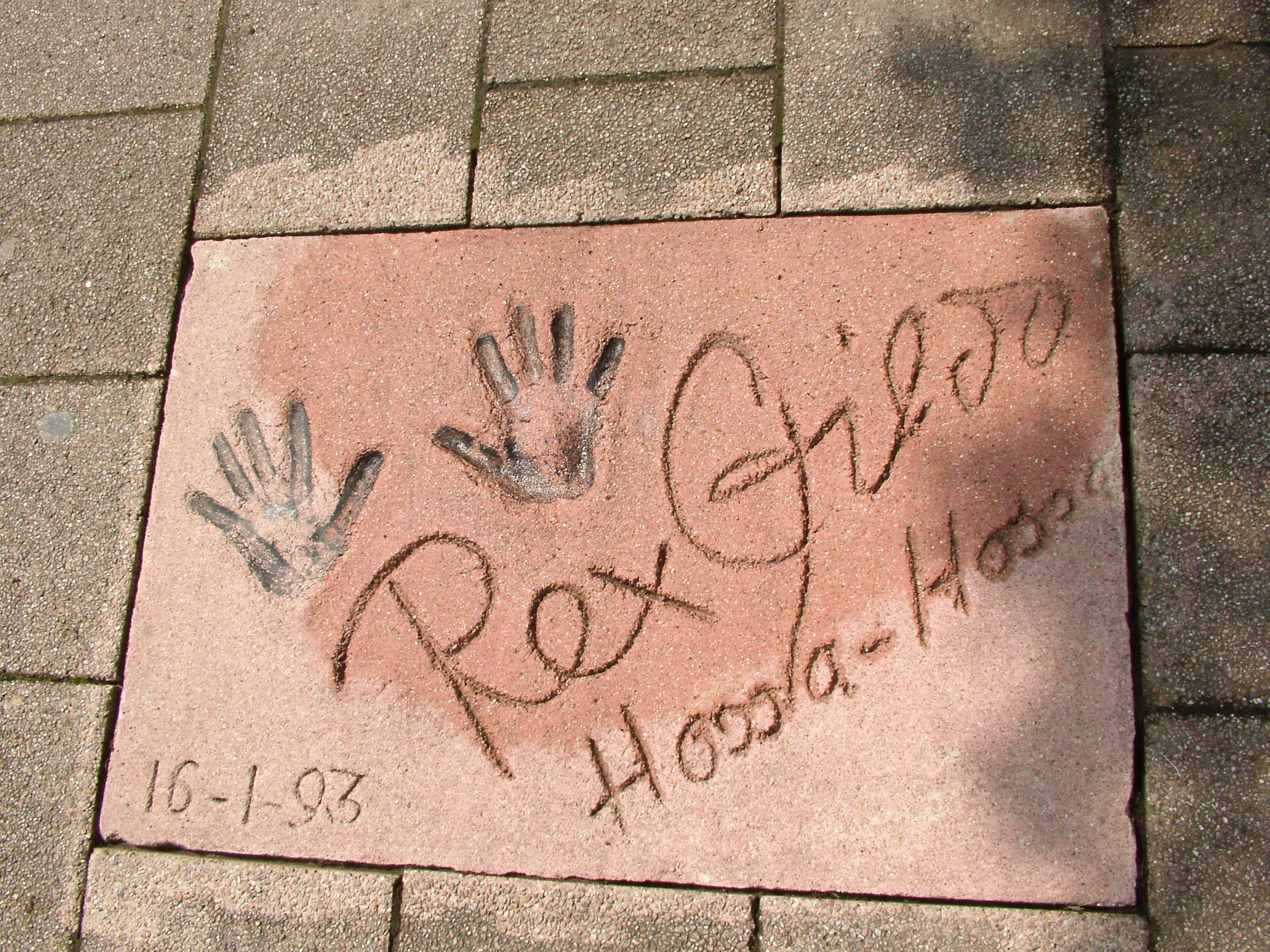
Walk of Fame in Rotterdam (2008)

  - 1961: „Bronze“ in der Kategorie „Sänger“
  - 1963: „Bronze“ in der Kategorie „Sänger“
  - 1964: „Bronze“ in der Kategorie „Sänger“
  - 1966: „Bronze“ in der Kategorie „Sänger“
- Goldene Europa
  - 1968
- Goldene Stimmgabel
  - 1982, 1993, 1994, 1999
- Löwe von Radio Luxemburg
  - 1963: „Silber“ (Zwei blaue Vergissmeinnicht)
  - 1963: „Bronze“ (Vom Stadtpark die Laternen)
  - 1966: „Bronze“ (Augen wie zwei Sterne)
- Sonstige
  - Stern auf dem „Walk of Fame Europe“
  - Ehrenbürgerschaft von Mexiko-Stadt[25][26]

## Diskografie
Studioalben

| Jahr | Titel                                                  | Höchstplatzierung, Gesamtwochen/‑monate, AuszeichnungChartplatzierungen (Jahr, Titel, Platzierungen, Wochen/Monate, Auszeichnungen, Anmerkungen) | Höchstplatzierung, Gesamtwochen/‑monate, AuszeichnungChartplatzierungen (Jahr, Titel, Platzierungen, Wochen/Monate, Auszeichnungen, Anmerkungen) | Höchstplatzierung, Gesamtwochen/‑monate, AuszeichnungChartplatzierungen (Jahr, Titel, Platzierungen, Wochen/Monate, Auszeichnungen, Anmerkungen) | Anmerkungen                          |
| Jahr | Titel                                                  | DE | AT | CH | Anmerkungen                          |
| ---- | ------------------------------------------------------ | --- | --- | --- | ------------------------------------ |
| 1966 | Rex Gildo                                              | DE13 (4 Mt.)DE | — | — | Erstveröffentlichung: 1966           |
| 1967 | Schlager Rendezvous mit Rex Gildo                      | — | — | — | Erstveröffentlichung: 1967           |
| 1969 | Rex                                                    | — | — | — | Erstveröffentlichung: 1969           |
| 1970 | Ich geh’ mit dir                                       | — | — | — | Erstveröffentlichung: 1970           |
| 1971 | Rex Gildo (1971)                                       | — | — | — | Erstveröffentlichung: 1971           |
| 1972 | Mein Autogramm                                         | — | — | — | Erstveröffentlichung: 1972           |
| 1973 | Verliebt…                                              | — | — | — | Erstveröffentlichung: 1973           |
| 1973 | Meine Lieder zur Weihnachtszeit                        | — | — | — | Erstveröffentlichung: 1973           |
| 1975 | Verliebt in Südamerika                                 | — | — | — | Erstveröffentlichung: 1975           |
| 1975 | Der letzte Sirtaki – Schlager-Rendezvous mit Rex Gildo | — | — | — | Erstveröffentlichung: 1975           |
| 1976 | Lieder sind die besten Freunde                         | — | — | — | Erstveröffentlichung: 1976           |
| 1976 | Nimm’ die Zeit für die Liebe                           | — | — | — | Erstveröffentlichung: 1976           |
| 1976 | So klingt’s mit Rex                                    | — | — | — | Erstveröffentlichung: 1976           |
| 1977 | La Fiesta – Rex Gildo in Südamerika                    | — | — | — | Erstveröffentlichung: 1977           |
| 1977 | Neue Lieder                                            | — | — | — | Erstveröffentlichung: 1977           |
| 1978 | Komm’ nach haus                                        | — | — | — | Erstveröffentlichung: 1978           |
| 1980 | Feuer im Wind                                          | — | — | — | Erstveröffentlichung: 1980           |
| 1980 | Hallo Jamaica                                          | — | — | — | Erstveröffentlichung: 1980           |
| 1981 | Gestatten, Rex Gildo                                   | — | — | — | Erstveröffentlichung: 1981           |
| 1982 | Einander versteh’n                                     | — | — | — | Erstveröffentlichung: 1982           |
| 1989 | Erinnerung an deine Zärtlichkeit                       | — | — | — | Erstveröffentlichung: 1989           |
| 1994 | Im Namen der Sehnsucht                                 | — | — | — | Erstveröffentlichung: 1994           |
| 1996 | Gefühle des Lebens                                     | — | — | — | Erstveröffentlichung: 1. Januar 1996 |
| 1997 | Absolute Liebe                                         | — | — | — | Erstveröffentlichung: 21. Juli 1997  |
| 1999 | …sonst gar nichts                                      | — | — | — | Erstveröffentlichung: 7. April 1999  |

grau schraffiert: keine Chartdaten aus diesem Jahr verfügbar

## Filmografie

### Kino
- 1957: Immer wenn der Tag beginnt
- 1958: Schmutziger Engel
- 1958: Wenn die Conny mit dem Peter
- 1959: Hula-Hopp, Conny
- 1959: Ja, so ein Mädchen mit 16
- 1960: Mit 17 weint man nicht
- 1960: Meine Nichte tut das nicht
- 1960: Marina
- 1960: Schlagerparade 1960
- 1960: O sole mio
- 1961: Schlagerparade 1961
- 1961: Am Sonntag will mein Süßer mit mir segeln gehn
- 1961: Was macht Papa denn in Italien?
- 1962: Tanze mit mir in den Morgen
- 1962: Café Oriental
- 1963: Sing, aber spiel nicht mit mir
- 1963: Unsere tollen Nichten
- 1963: Und wenn der ganze Schnee verbrennt (Zwei blaue Vergissmeinnicht)
- 1963: Apartment-Zauber
- 1963: Maskenball bei Scotland Yard
- 1964: Jetzt dreht die Welt sich nur um dich
- 1965: Tausend Takte Übermut
- 1968: Otto ist auf Frauen scharf
- 1970: Was ist denn bloß mit Willi los?
- 1973: Unsere Tante ist das Letzte

### Fernsehen (Auswahl)

#### Fernsehfilme und Fernsehserien
- 1958: Juchten und Lavendel (Fernsehmusical)
- 1960: Es geschah an der Grenze (Fernsehserie, Folge: Das Boot im Schilf)
- 1971: Die Blume von Hawaii (Fernsehfassung)

#### Dokumentationen
- 2003: Rex Gildo – Der Fall eines Schlagerkönigs. Zeppers Film & TV
- 2009: Legenden. Film von Ulrike Bremer. Staffel 10, Folge 4: Rex Gildo, Erstausstrahlung in der ARD am 29. Juni 2009

#### Verfilmung seiner Biografie
Rosa von Praunheim drehte das Dokudrama Rex Gildo – Der letzte Tanz (2022), das auf Gildos Biografie beruht.